# MTZ-2
Der MTZ-2 (russisch МТЗ-2, im deutschen Sprachraum zumeist MTS-2 transkribiert, bekannt auch in Kombination mit dem Markennamen Belarus) ist ein Traktor, der im Minski Traktorny Sawod entwickelt wurde. Ab 1953 wurde er sowohl dort als auch im ukrainischen Juschny Maschinostroitelny Sawod gebaut, insgesamt entstanden bis 1958 knapp 150.000 Exemplare.
Unter der Bezeichnung MTZ-1 wurde zusätzlich eine Version gefertigt, bei der die Vorderräder nur einen Abstand von wenigen Zentimetern haben. Dieses Fahrzeug war für die Nutzung auf Feldern mit hohen Pflanzen konzipiert, wie es sie zum Beispiel im Baumwollanbau gibt.

## Fahrzeuggeschichte

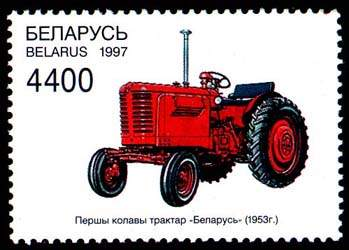
Briefmarke der weißrussischen Post von 1997 mit MTZ-2 als Motiv

Ende Mai 1948 erging vom Ministerrat der UdSSR an das Minski Traktorny Sawod der Auftrag, einen Radtraktor mit Dieselmotor zu entwickeln. Der verwendete Motor vom Typ „D-35“ war schon zuvor bei Kettenfahrzeugen eingesetzt worden. Bis Oktober wurden zwei Varianten entworfen. Der MTZ-2 war mit einer gewöhnlichen Vorderachse ausgerüstet, während man beim MTZ-1 den Abstand der beiden Vorderräder auf ein Minimum verkürzte. Dieser Traktor war dazu gedacht, auf Feldern mit höheren Pflanzen eingesetzt zu werden, zum Beispiel im Baumwollanbau.
Ein erster Prototyp wurde am 18. Juli 1949 fertiggestellt; er war gleichzeitig der erste Radtraktor, der im Werk in Minsk gebaut wurde. Im gleichen Jahr wurden noch sieben weitere Prototypen gefertigt.
Die Serienproduktion des MTZ-2 begann im Oktober 1953 nach erfolgreichen Tests. Ab Dezember fertigte das Juschny Maschinostroitelny Sawod in Dnipropetrowsk ebenfalls Traktoren dieses Typs. 1956 wurde der Motor überarbeitet, leistete nun eine Pferdestärke mehr und wurde als „D-36“ bezeichnet.
Die Fertigung lief in beiden Werken bis 1958, insgesamt wurden 148.800 Traktoren gebaut. Nachfolger wurde der MTZ-5. 1997 ehrte die weißrussische Post den MTZ-2 mit einer Briefmarke.

## Technische Daten
Die Daten gelten für das Modell MTZ-2, die beiden Versionen unterscheiden sich aber eher geringfügig.
- Motor: Vierzylinder-Viertakt-Dieselmotor mit Direkteinspritzung
- Motortyp: „D-35“, später „D-36“[4]
- Leistung: 36 PS (26 kW), später auch 37 PS (27 kW)
- Hubraum: 4084 cm³
- Getriebe: mechanisch, 5 Vorwärtsgänge + 1 Rückwärtsgang
- Höchstgeschwindigkeit: 13,9 km/h
- Ausstattung: Zapfwelle und Hydraulikanlage (hinten)
- Antriebsformel: 4×2

Abmessungen und Gewichte
- Länge: 3680 mm
- Breite: 1865 mm
- Höhe: 2470 mm
- Bodenfreiheit: 440 mm
- Radstand: 2380 mm
- Spurweite vorne und hinten: 1200–1800 mm, verstellbar
- Gewicht, fahrbereit: 3280 kg